# Eliezer Lipe Bloch
Eliezer Lipe Bloch, Lejzer Bloch, Lejzor Lipa Bloch (ur. w 1888 lub 1889 w Humaniu, zm. 1944 w KL Mauthausen) – żydowski działacz społeczny i syjonistyczny, dyrektor Żydowskiego Funduszu Narodowego w Polsce, członek grupy Oneg Szabat w getcie warszawskim.  

## Życiorys
Urodził się w 1888 lub 1889 w Humaniu w rodzinie zamożnych Żydów. Uzyskał edukację w chederze oraz w domu, jako samouk nauczył się języka francuskiego, niemieckiego i angielskiego. Interesowała go poezja w języku hebrajskim, szczególnie twórczość Jehudy Halewiego, na temat której przygotował nigdy nie wydaną monografię. Także sam podejmował próby pisania wierszy w tym języku. Był działaczem Agudat Chowewej Sfat Iwri (Stowarzyszenia Miłośników Języka Hebrajskiego).
W 1910 roku ożenił się z Chają Hadasą Blank, z którą miał córkę Esterę i syna Moszego. Po ślubie zamieszkał w Lublinie. Po I wojnie światowej zaangażował się w działalność Żydowskiego Funduszu Narodowego, zajmującego się zbieraniem funduszy na wykup ziemi w Palestynie. Początkowo pracował w Łodzi i Wilnie, w 1926 roku objął stanowisko kierownika Biura Centralnego ŻFN w Polsce. Należał do kierownictwa polskiej partii Ogólnych Syjonistów. Był członkiem centrali Żydowskiego Stowarzyszenia Kulturalno-Oświatowego „Tarbut”.
Od co najmniej początku 1940 roku działał w Żydowskiej Samopomocy Społecznej – Komisji Koordynacyjnej, przemianowanej w 1940 roku na Żydowskie Towarzystwo Opieki Społecznej. Pracował początkowo w Wydziale Zbiórek, a następnie był przewodniczącym Wydziału Zbiórki Odzieżowej. Według Kopla Piżyca był jednym z dyrektorów ŻTOS, a według Adolfa Bermana jednym z założycieli Sektora Społecznego. W 1941 roku pełnił funkcję przewodniczącego komisji opałowej Wydziału Zaopatrzenia ŻTOS. W 1942 był kierownikiem Wydziału Zbiórki Pieniężnej Sektora Społecznego. 
W getcie warszawskim kontynuował również działalność kulturalną i oświatową w ramach Tarbutu. Pełnił funkcję członka zarządu oraz kierownika wydziału personalnego, zajmował się m.in. zbieraniem funduszy na otwarcie w getcie kuchni dziecięcych oraz szkół Tarbutu. Działał także w organizacji Tkuma, zrzeszającej miłośników kultury hebrajskiej. Należał również do kierownictwa grupy Oneg Szabat tworzącej podziemne archiwum getta warszawskiego (wedug Hersza Wassera, Bloch brał udział w spotkaniu założycielskim grupy na jesieni 1940). Wraz z Emanuelem Ringelblumem i Menachemem Linderem tworzył trzyosobowy komitet redakcyjny, który przygotowywał opracowanie pt. Dwa i pół roku wojny. 
W trakcie wielkiej akcji deportacyjnej z lata 1942, zginęła córka Blocha, członkini Droru, on sam znalazł zatrudnienie w szopie stolarskim Bernarda Hallmana przy ulicy Nowolipki 57. Być może podczas akcji zginęła także żona Blocha, jej okoliczności śmierci nie są jednak znane. Na jesieni tego samego roku, wszedł w skład komitetu finansowego Żydowskiej Organizacji Bojowej. Od grudnia 1942 roku był członkiem komitetu obywatelskiego przy Żydowskiej Komisji Koordynacyjnej.
Podczas powstania w getcie warszawskim ukrywał się w bunkrze przy ulicy Leszno 54. Prawdopodobnie tam został schwytany i wysłany na Umschlagplatz, skąd trafił do obozu pracy w Budzyniu. Żydowski Komitet Narodowy starał się zorganizować dla Blocha ucieczkę z obozu, nakłaniał go do tego także Ringelblum, Bloch jednak odmówił. Następnie trafił do obozu w Kraśniku, gdzie miał być członkiem grupy, która planowała zdobyć broń i uciec z obozu do oddziału partyzanckiego AL. Grupa została zadenuncjowana, w związku z czym rozstrzelano 40 więźniów, udziału Blocha w spisku jednak nie wykryto. Latem 1944 roku został przeniesiony do obozu w Płaszowie, skąd 8 sierpnia 1944 roku trafił do Mauthausen. Dalsze jego losy nie są znane, prawdopodobnie zmarł tam w nieznanych okolicznościach.